# 7.62×45mm

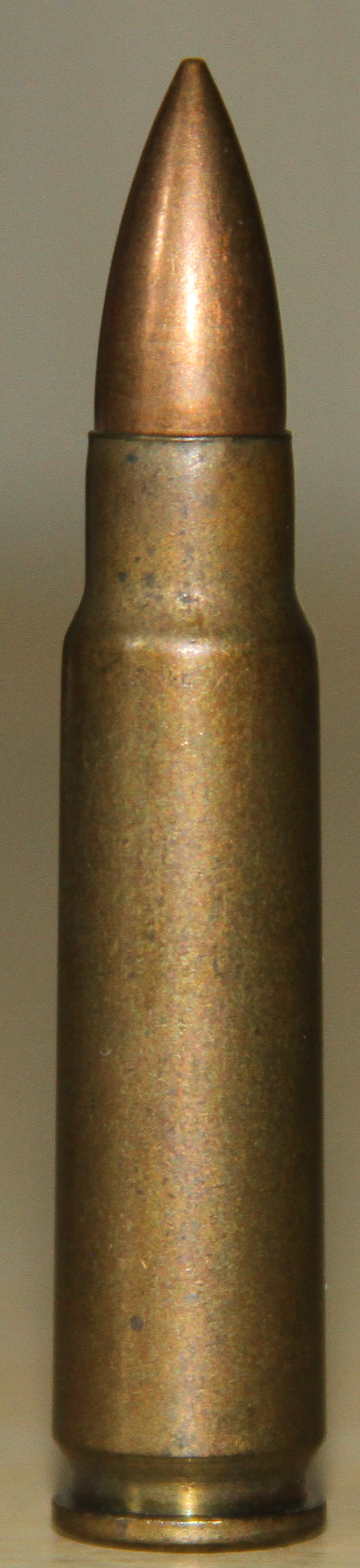

7.62×45mm (C.I.P.에 의해 7,62 × 45로 지정됨)는 체코슬로바키아에서 개발된 림리스 병목형 중간 소총 탄약통이다. 이것은 체코의 Vz. 52 소총, Vz. 52 경기관총, 그리고 ZB-530 기관총에서 발사된다. 이 탄약은 나중에 체코가 소련의 표준 7.62×39mm 바르샤바 조약 기구 탄약으로 전환하면서 사용이 중단되었다. 총구 에너지와 포구속도는 7.62×39mm 탄약보다 약간 높으며, 비슷한 발사체를 사용하는 .30-30 윈체스터 탄약과 동등하다.

## 탄약통 크기
7.62×45mm는 2.79 mL (43.1 gr H2O)의 탄피 용량을 가지고 있다.
탄피의 외부 모양은 극심한 조건에서도 볼트액션 및 반자동 소총과 기관총에서 탄피 공급 및 추출이 안정적으로 이루어지도록 설계되었다.
7.62×45mm 최대 C.I.P. 탄약통 크기. 모든 크기는 밀리미터(mm) 단위이다.
미국인들은 숄더 각도를 알파/2 ≈ 24.9도로 정의할 것이다.
이 탄약의 일반적인 강선 강선 회전율은 280 mm (1 in 11.03 in), 4개의 홈, Ø 랜드 = 7.62 밀리미터 (0.300 in), Ø 홈 = 7.88 밀리미터 (0.310 in), 랜드 폭 = 3.50 밀리미터 (0.138 in)이며 뇌관 유형은 베르단 또는 복서(대형 소총 크기)이다.
공식 C.I.P. (Commission Internationale Permanente pour l'Epreuve des Armes à Feu Portatives) 규정에 따르면 7.62×45mm는 최대 430.00 MPa (62,366 psi) Pmax 피에조 압력을 견딜 수 있다. C.I.P. 규제 국가에서는 모든 소총-탄약통 조합이 소비자 판매 인증을 위해 이 최대 C.I.P. 압력의 125%로 검사되어야 한다.
이는 C.I.P. 규제 국가에서 7.62×45mm 탄약통을 사용하는 총기가 현재(2014년) 537.50 MPa (77,958 psi) PE 피에조 압력으로 검사된다는 것을 의미한다.

### 비공식 크기
이 탄약에 대한 비공식 출처의 보고된 크기에는 분명한 차이가 있다. 이 중 일부는 미터법에서 인치로 변환하는 작은 오류로 설명될 수 있으며, 장전된 길이와 같은 다른 것들은 장전된 탄약에서 측정되는 다양한 탄환 길이 때문일 수도 있다. 다양한 측정값의 샘플 목록은 아래 표에 있다.
| 출처                                              | 탄피 길이           | 전체 (장전) 길이   | 탄환 무게       | 장전 무게        |
| ------------------------------------------------- | ------------------- | ------------------ | --------------- | ---------------- |
| Cartridges of the World                           | 44.958 mm (1.77 in) | 59.94 mm (2.36 in) | -               | -                |
| Cartridge Corner                                  | 44.958 mm (1.77 in) | 57.40 mm (2.26 in) | -               | -                |
| Handloader's Manual of Cartridge Conversions      | 44.80 mm (1.764 in) | 62.23 mm (2.45 in) | -               | -                |
| 40 let konstruktérem zbraní 1946–1986             | 45 mm (1.772 in)    | 60 mm (2.362 in)   | 8.5 g (0.30 oz) | 18.9 g (0.67 oz) |
| Československé automatické zbraně a jejich tvůrci | 44.9 mm (1.768 in)  | 60 mm (2.362 in)   | 8.5 g (0.30 oz) | 18.9 g (0.67 oz) |

### 유사한 크기
7.62×45mm 탄약통은 미국에서 흔히 사용되는 5.56 NATO 및 .223 레밍턴 탄약통과 전체 길이가 거의 같으며, 6.5mm 그렌델 탄약통을 위해 설계된 AR-15 계열 탄창에 "들어갈" 수 있다 (크기가 유사한 탄피 본체를 가진 탄약통도 마찬가지이다). 체코의 Vz.52 카빈의 총열을 6.5mm 그렌델을 발사하도록 재장착하거나 "슬리빙"하는 것은 일반적인 공장 / 복서 프라이밍 및 재장전 가능한 호환 탄약통을 제공하는 실행 가능한 옵션이다. 6.5 그렌델은 원래 AR15 등급의 총기류를 위해 설계되었으므로, 해당 등급의 한계 내에 있는 동력 수준(압력) 등급을 가지고 있다. 따라서 6.5 그렌델에 대한 C.I.P. 등재 압력 수준은 7.62×45mm에 대한 C.I.P. 등재 압력(C.I.P.: 430.00 MPa (62,366 psi))보다 낮다. .250 새비지는 Vz.52 소총을 재장착하는 또 다른 합리적인 옵션이며, OEM 탄창을 사용하려는 경우 완성된 탄약통의 전체 길이(OAL)에 주의를 기울이는 것이 중요하다.

### 재장전
C.I.P.는 탄환 직경을 7.83 mm (.311–.312 구경)로 명시하고 있는데, 이는 영국의 .303 브리티시 탄약통 및 7.62×39mm와 같은 소련의 ".30 구경" 탄약과 동일한 탄환 직경이다. .308 윈체스터(7.62 mm) 크기의 탄환은 안전하게 사용할 수 있지만 반드시 가장 정확하지는 않을 것이다. 미국에서 이 약실 구경의 재장전은 번거롭다. 복서 뇌관이 있는 탄피는 6.5×52mm 카르카노 황동을 크기 조정 및 트리밍하여 쉽게 만들 수 있지만, 이들은 구하기 어렵다. 또 다른 방법은 .220 스위프트 탄약통을 사용하는 것이지만, 크기 조정 및 트리밍과 함께 선반에서 림을 깎고 더 깊은 추출기 홈을 파야 한다. .300 새비지는 비교적 쉽게 구할 수 있는 미국산 복서 뇌관 재장전 가능 .30 구경 탄약통 중에서 크기가 가장 가깝다. .300 새비지 탄피는 밑면에서 직경이 <12 mm (11.3mm 대비), 숄더에서 <11.35 mm이고, 47.52 mm로 2.5 mm 조금 더 길다. .300 새비지 약실 리머는 Vz.52 약실을 더 깊고 넓은 숄더를 가진 정확한 .300 새비지 탄약통 본체 크기로 확장할 수 있다. OAL도 탄창에 맞게 조정해야 할 것이다.

### 와일드캣
7.62×45mm 탄피는 C.I.P. 또는 그 미국 동등 기관인 SAAMI에 공식적으로 등록되거나 승인되지 않은 변형의 모 탄피로도 사용된다. 상업용 공장 탄피를 사용하는 이러한 탄약통은 일반적으로 와일드캣으로 알려져 있다. 표준 공장 탄피의 모양을 변경함으로써(탄피 테이퍼 감소 및 숄더 기하학적 구조 변경) 와일드캐터는 일반적으로 공장 모 탄약통의 탄피 용량을 증가시켜 더 많은 추진제를 사용하여 더 높은 속도를 생성할 수 있다. 모 탄약통의 모양과 내부 부피를 변경하는 것 외에도, 와일드캐터는 원래 구경도 변경할 수 있다. 원래 구경을 변경하는 한 가지 이유는 특정 사냥감 종의 합법적인 사냥을 위한 최소 허용 구경 또는 탄환 무게를 준수하거나 외부 또는 종단 탄도 행동을 변경하기 위함이다. 크리스 E. 머레이는 여가 시간에 7×46mm 유니버설 중간 돌격 탄약통이라고 부르는 탄약통을 개발하고 있다. 7×46mm는 5.56mm와 7.62mm NATO 탄약통을 모두 대체하도록 설계되었다. 반동이 적어 카빈총에서 사용할 수 있지만, 기관총과 지정 사수 소총에서 사용할 수 있을 만큼 충분히 긴 사거리를 가지고 있다. 전체 길이는 AR-15보다 크지만 AR-10보다 작은 총기가 되도록 최적화되었다.

## 갤러리

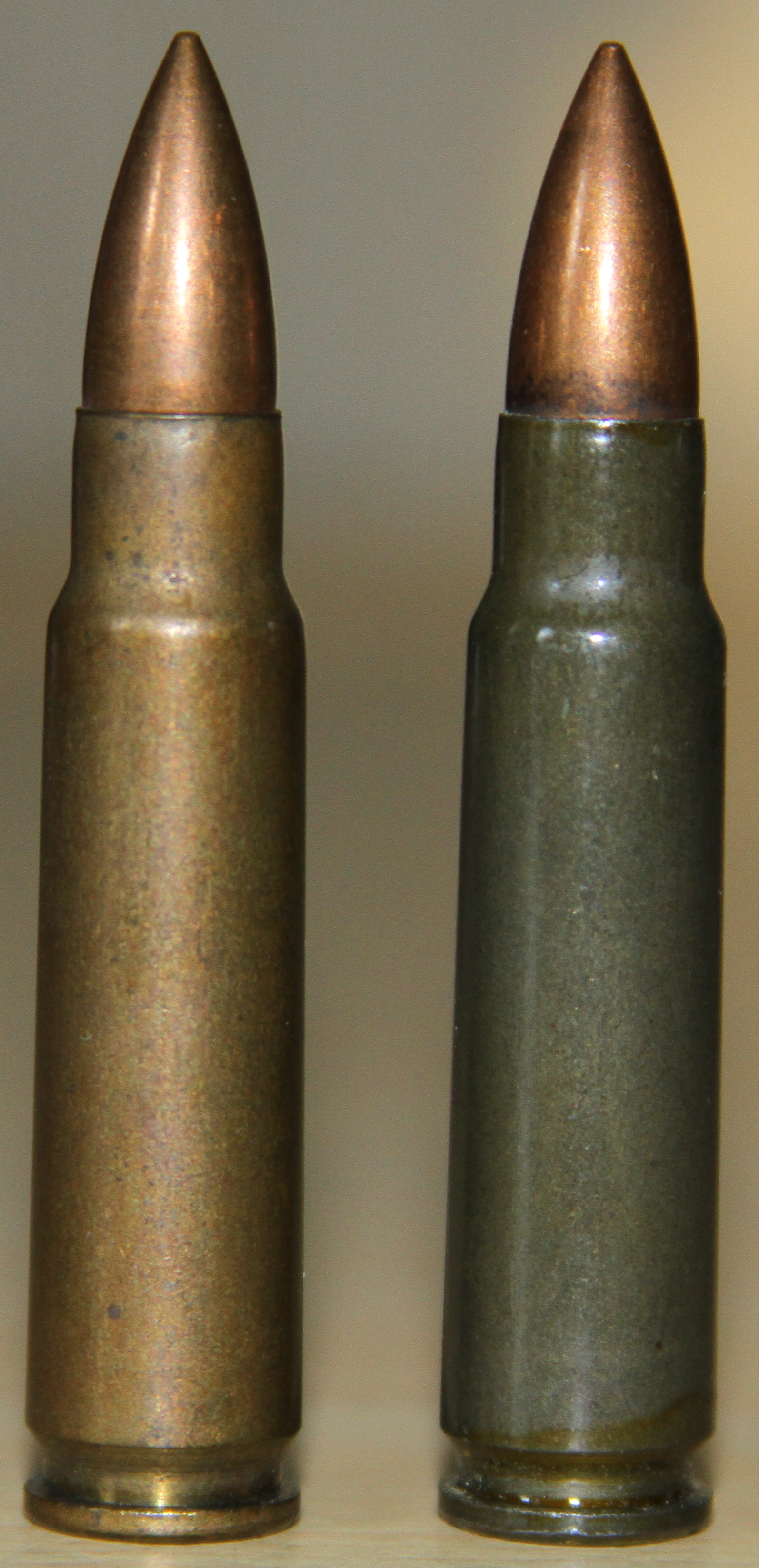
7.62×45mm 황동 탄피 탄약통(왼쪽) 및 7.62×45mm 강철 탄피 탄약통(오른쪽).
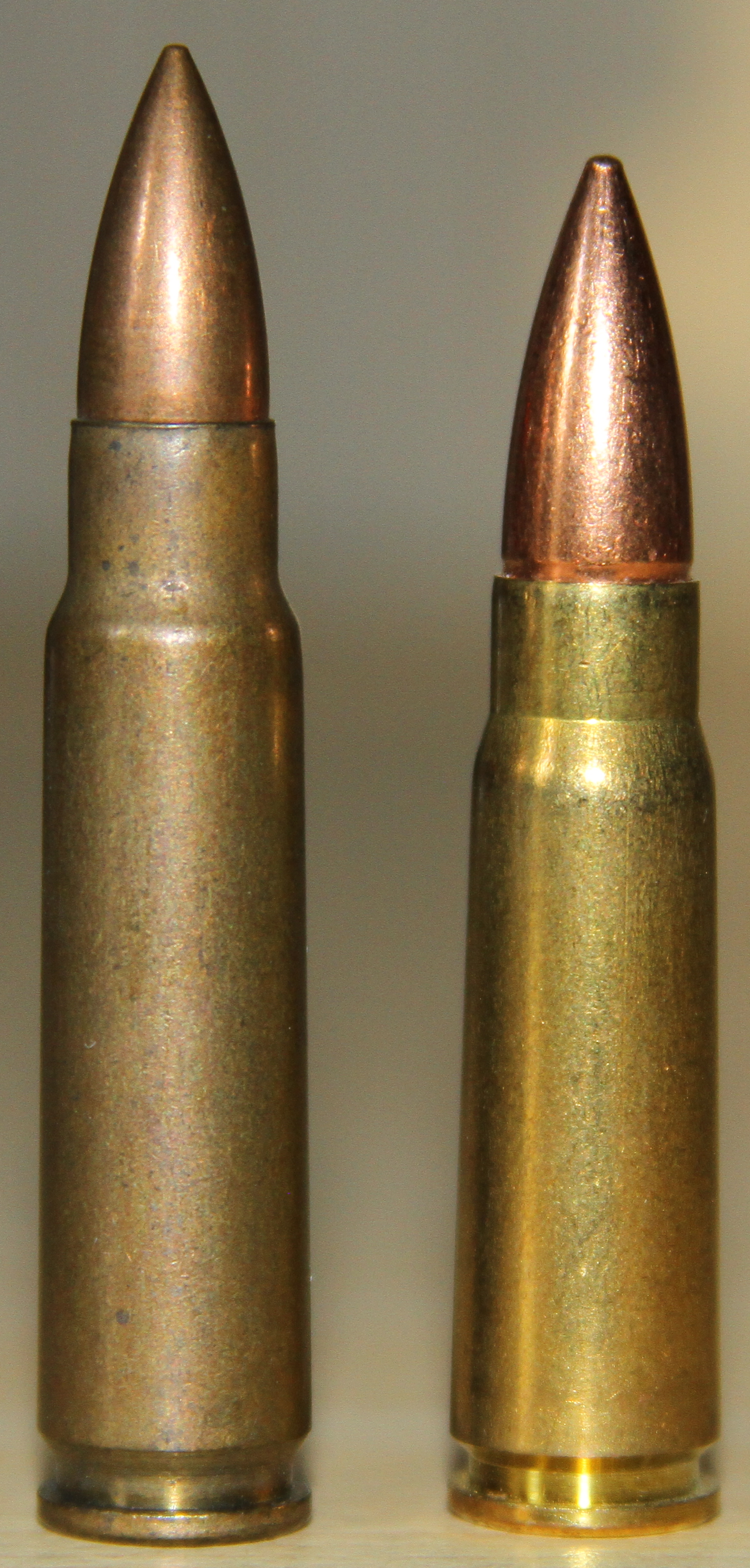
7.62×45mm 탄약통(왼쪽) 및 7.62×39mm 탄약통(오른쪽).

## 같이 보기
- 7mm 구경
- 소총 탄약 목록